# Chappell
Chappell és una població dels Estats Units a l'estat de Nebraska. Segons el cens del 2000 tenia 983 habitants.

## Demografia
Segons el cens del 2000, Chappell tenia 983 habitants, 437 habitatges, i 277 famílies. La densitat de població era de 716,1 habitants per km².
Dels 437 habitatges en un 24,7% hi vivien nens de menys de 18 anys, en un 53,3% hi vivien parelles casades, en un 6,9% dones solteres, i en un 36,6% no eren unitats familiars. En el 33,9% dels habitatges hi vivien persones soles el 18,1% de les quals corresponia a persones de 65 anys o més que vivien soles. El nombre mitjà de persones vivint en cada habitatge era de 2,2 i el nombre mitjà de persones que vivien en cada família era de 2,81.
Per edats la població es repartia de la següent manera: un 22,5% tenia menys de 18 anys, un 5,2% entre 18 i 24, un 24,2% entre 25 i 44, un 23,8% de 45 a 60 i un 24,3% 65 anys o més.
L'edat mediana era de 43 anys. Per cada 100 dones de 18 o més anys hi havia 90 homes.
La renda mediana per habitatge era de 35.000 $ i la renda mediana per família de 44.659 $. Els homes tenien una renda mediana de 27.431 $ mentre que les dones 24.792 $. La renda per capita de la població era de 19.312 $. Aproximadament el 3,6% de les famílies i el 8,2% de la població estaven per davall del llindar de pobresa.

## Poblacions més properes
El següent diagrama mostra les poblacions més properes.